# Sarolta
A Sarolta a Sarolt név alakváltozata. Később a  Károly férfinév francia nyelvű női párjának, a Charlotte-nak a magyarítására kezdték használni. A Sára névvel csak önkényesen kapcsolták össze.

## Rokon nevek
- Sarolt:[1] a Sarolta név eredeti alakja, ótörök eredetű, jelentése „fehér menyét”.[2]

## Gyakorisága
Az 1990-es években a Sarolta ritka, a Sarolt szórványos név, a 2000-es években nem szerepelnek a 100 leggyakoribb női név között.

## Névnapok
Sarolta
- január 19.[2]
- május 9.[2]
- július 5.[2]
- július 13.[2]
- július 17.[2]
- november 4.[2]

Sarolt
- július 2.[2]
- július 5.[2]

## Híres Sarolták, Saroltok
- Charlotte Perrelli svéd énekesnő
- Sarolt fejedelemasszony, I. István király édesanyja
- Sarolta (Carlota) mexikói császárné, (Charlotte) belga királyi hercegnő,
- Charlotte Brontë angol írónő
- Lányi Sarolta költő, műfordító
- Jancsó Sarolta színésznő
- Monspart Sarolta tájékozódási futó, világbajnoknő
- Zalatnay Sarolta énekesnő
- Bourbon Sarolta ciprusi királyné
- I. Sarolta ciprusi királynő
- Charlotte Buff:  Az ifjú Werther szenvedései és a Lotte Weimarban című művek hősnőjét róla mintázta Goethe és Thomas Mann
- Salote tongai királynő
- Sarolta brit királyi hercegnő